# Милица
Вижте княгиня Милица за княгинята.
Милица е българско женско име, форма на друго българско име – Мила, производни на мил, също като Миле, Милен, Милена, Миленко, Миленка, Милан, Милана, Миляна, Милтен, Милитен (Средновековие), Милутин (Средновековие), Милетан (в народна песен), Милотин, Миладин, Милоя, Мильо, Милчо, Милко, Милка.